# Jules Gonthier
Jules Gonthier (Tubize, 22 juni 1907 - Brugge, 23 december 1968) was een Belgisch kunstschilder, behorende tot de zogenaamde Brugse school.

## Levensloop
Gonthier bracht zijn jeugd door in Normandië en hield er de eigen sfeer van over in zijn werken. Terug in België volgde hij de lessen aan de Academie voor Schone Kunsten in Gent.
Hij werd tekenleraar in verschillende middelbare scholen. Zijn verblijven in verschillende streken, weerspiegelden zich telkens in zijn werk: Kempense heidelandschappen, gevolgd door zeegezichten, zowel in etsen als in aquarellen.
In 1945 vestigde hij zich in Brugge, waar hij leraar werd aan de rijksmiddelbare school. Hij woonde achtereenvolgens in de Carmersstraat en in de Dweersstraat. Hij burgerde zich snel in en nam het initiatief tot het stichten van een vereniging van  kunstenaars, professionelen en amateurs, onder de naam Kunstkring 46. De medestichters en leden werden Leon De Koninck, Maurits Dousselaere, Andrée Algrain, August Costenoble, Constant Cosyn, L. De Decker, M. De Putter, Leon Dieperinck, A. Dutrannoit, Honoré Levècque, Joseph Neutens, G. Pattyn, Andre Penninck en J. Rogier.
De groep fungeerde als een soort Vrije Academie. Men hield bijeenkomsten voor schetsavonden, eerst ten huize van Andrée Algrain in de Niklaas Desparsstraat, vervolgens in het artiestencafé Vlissinghe. Veel tentoonstellingen werden georganiseerd, vooral in de galerie Novana, bij de familie Goegebeur, die woonde aan de Coupure in een deel van het hotel d'Hanins de Moerkerke.
Hij maakte vooral landschappen en marines. Hij droeg bij tot de Brugse school met Brugse stadsgezichten en met een serie etsen Brugge door de zeemonsters verslonden, waarvan de zinken platen door zijn weduwe aan de stad Brugge werden geschonken.